# Уразлино (Татарстан)
Уразлино (тат. Уразлы) — село в Камско-Устьинском районе Татарстана. Административный центр Уразлинского сельского поселения.

## География
Находится в Предволжье на реке Карамалка, в 7 км к западу от районного центра — посёлка Камское Устье. Высота над уровнем моря — 56 м.

### Климат
Климат в селе умеренно-континентальный, Dfb по классификации Кёппена. Средняя температура воздуха — 5,1 °C, среднегодовое количество осадков — 609 мм.

## История
Окрестности села были обитаемы в период Волжской Булгарии, о чём свидетельствует археологический памятник — Уразлинское городище (булгарский памятник золотоордынского периода).
Основано в конце XVI — начале XVII века. В XVIII — первой половине XIX века жители относились к сословию государственных крестьян. Кроме традиционных земледелия (в начале XX века земельный надел сельской общины составлял 567,3 десятины) и разведения скота, был распространён шерстобитный промысел.
В «Списке населенных мест по сведениям 1859 года», изданном в 1866 году, населённый пункт упомянут как казённая деревня Уразлино 1-го стана Тетюшского уезда Казанской губернии. Располагалась при речке Алгаше, по левую сторону Лаишевского торгового тракта, в 35 верстах от уездного города Тетюши и в 18 верстах от становой квартиры в казённом селе Новотроицкое (Сюкеево). В деревне в 48 дворах жили 256 человек (127 мужчин и 129 женщин). Была мечеть.
В 1864 году была построена деревянная мечеть, в 1883 году возведена новая (закрыта в 1930 г.).
В начале XX века здесь также действовали медресе, маслобойня, 2 шерстобойни, 4 мелочные лавки. 
В селе также проживали крещеные татары (116 человек).
До 1920 года село входило в Богородскую волость Тетюшского уезда Казанской губернии. С 1920 года в составе Тетюшского, с 1927 года — Буинского кантонов ТАССР. С 10 августа 1930 года в Камско-Устьинском, с 1 февраля 1963 года в Тетюшском, с 12 января 1965 года в Камско-Устьинском районах.
В 1928 году в селе был образован колхоз, в 2003—2009 годах — сельскохозяйственный кооператив.

## Население
| 1782 | 1859 | 1884 | 1897 | 1908 | 1920 | 1926 | 1938 | 1949 | 1958 | 1970 | 1979 | 1989 | 2002 | 2010 | 2017 |
| ---- | ---- | ---- | ---- | ---- | ---- | ---- | ---- | ---- | ---- | ---- | ---- | ---- | ---- | ---- | ---- |
| 56   | 246  | 374  | 449  | 548  | 615  | 476  | 430  | 348  | 263  | 196  | 171  | 88   | 94   | 81   | 74   |

Национальный состав села: татары.

## Экономика
Жители занимаются в основном сельским хозяйством в отделении «Кармалы» филиала №1 общества с ограниченной ответственностью «Агрофирма «Нармонка».

## Инфраструктура
В селе 5 улиц. Через село проходит автобусный маршрут «Камское Устье — Караталга».